# Fred S. Cozzens
Pour les articles homonymes, voir Cozzens.
Fred S. Cozzens, né Frederick Schiller Cozzens le 11 octobre 1846 à New York dans l'état du même nom et décédé le 29 août 1928 dans la même ville, est un peintre américain, spécialisé dans la peinture maritime.

## Biographie
Fred S. Cozzens naît à New York en 1846. Il est le fils de l'humoriste Frederick Swartwout Cozzens (en) et de Suzanne Meyers Cozzens. De 1864 à 1867, il suit les cours de l'institut polytechnique Rensselaer à Troy, sans terminer ses études.
Durant sa carrière, il se spécialise dans la peinture de scènes marines, de voiliers et de yachts. Il peint notamment les bateaux participants à la coupe de l'America ou les navires de guerre de l'US Navy. Il travaille également comme illustrateur, pour le quotidien The Daily Graphic, le magazine Harper's Weekly et le magazine Our Navy parmi d'autres, et illustre des livres sur la navigation de plaisance.
Il décède sur l'île de Staten Island à New York en août 1928 à l'âge de 81 ans.
Ces œuvres sont notamment visibles ou conservées au musée de la ville de New York, à la New-York Historical Society, au New York Yacht Club, au musée d'Art du comté de Los Angeles et au National Maritime Museum à Londres.

## Œuvres

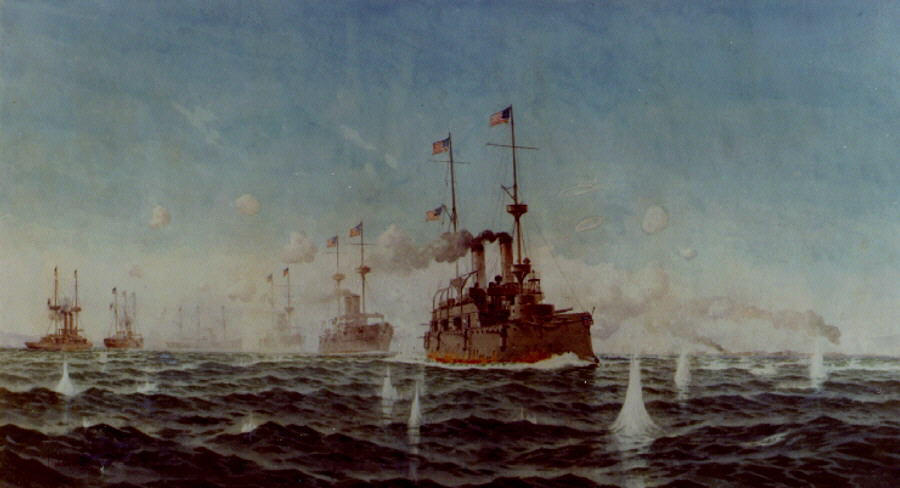
USS Olympia, Battle of Manila Bay, 1 May 1898 (sans date)
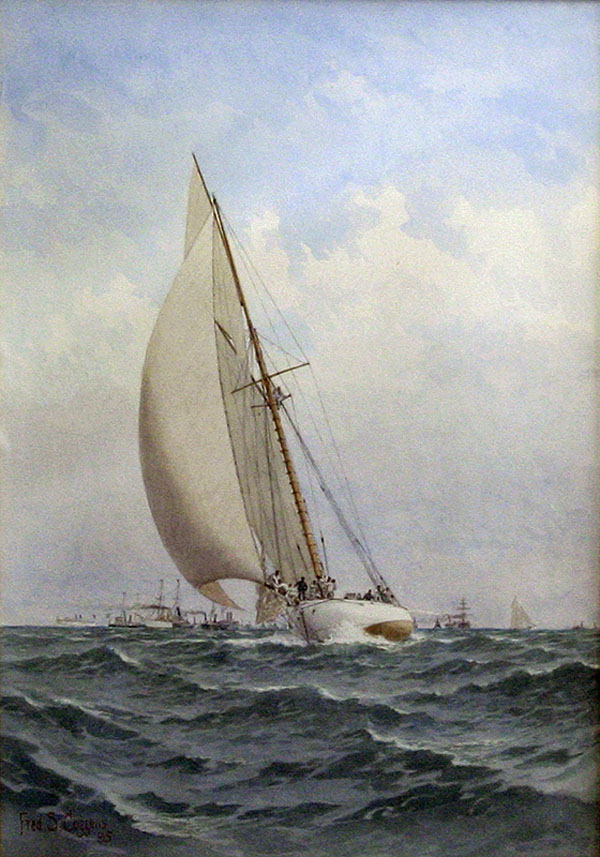
Reaching After the Cup Defender vs Valkyrie III, The America’s Cup, third match, on 12 September 1895
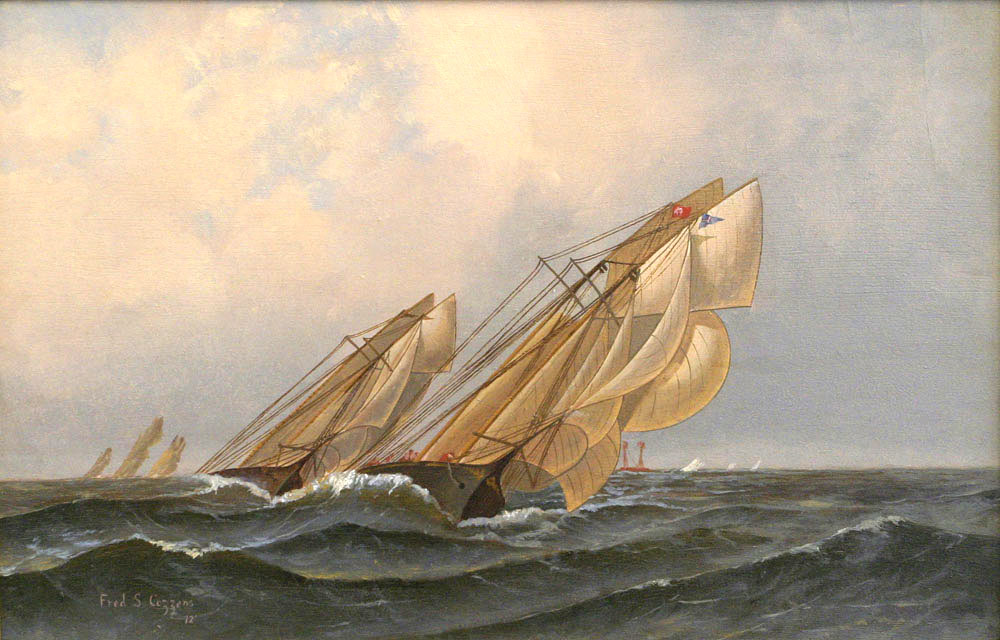
Match Race Challenge, Rambler vs Madeline, in a head-to-head match on 19 September 1872.
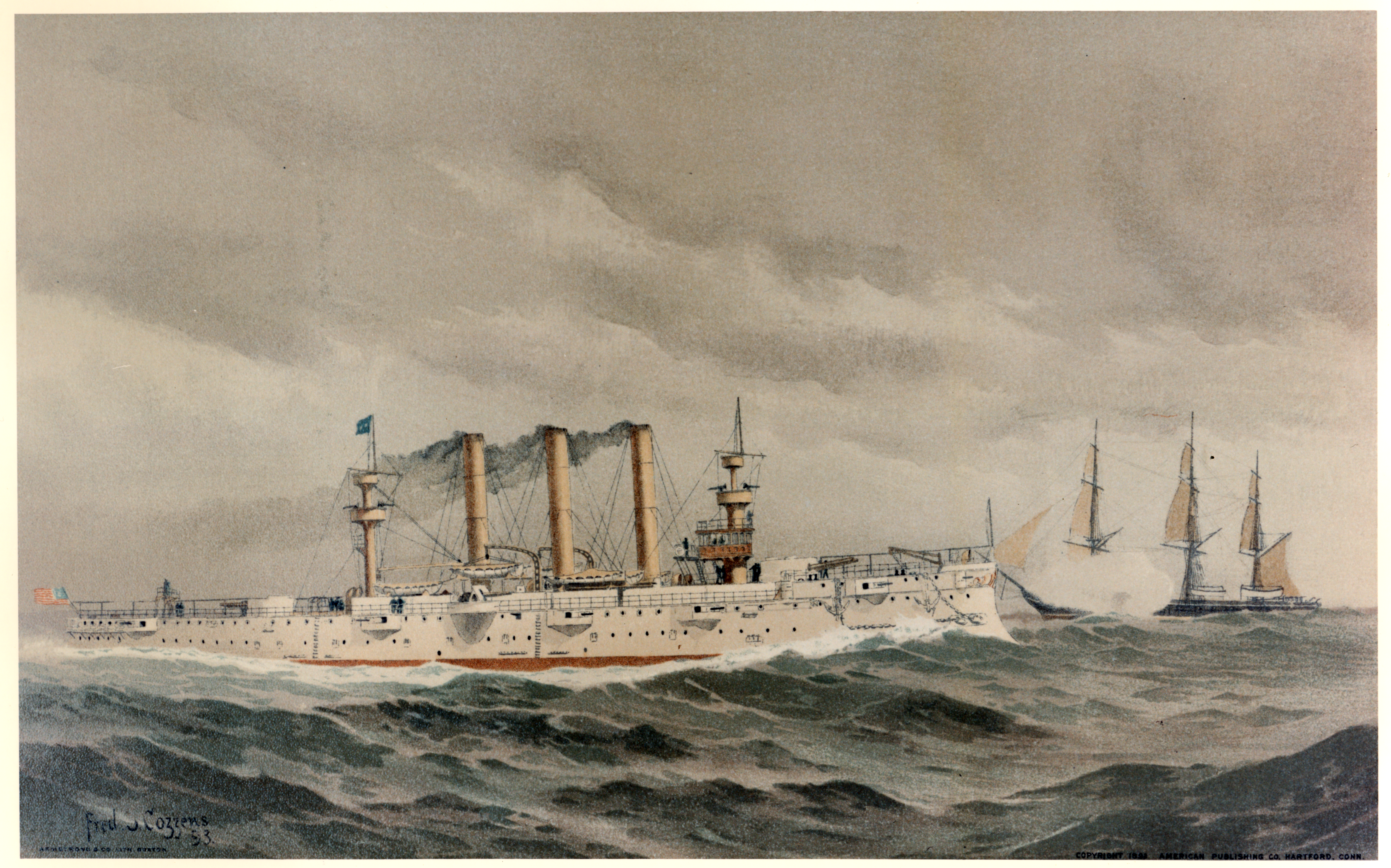
USS Brooklyn, lithographie publié dans le Our Navy: Its Growth and Achievements en 1897.
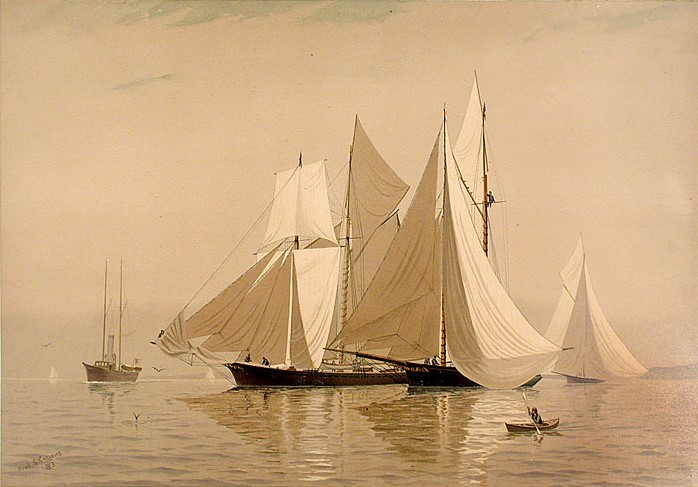
A Misty Morning (1884)
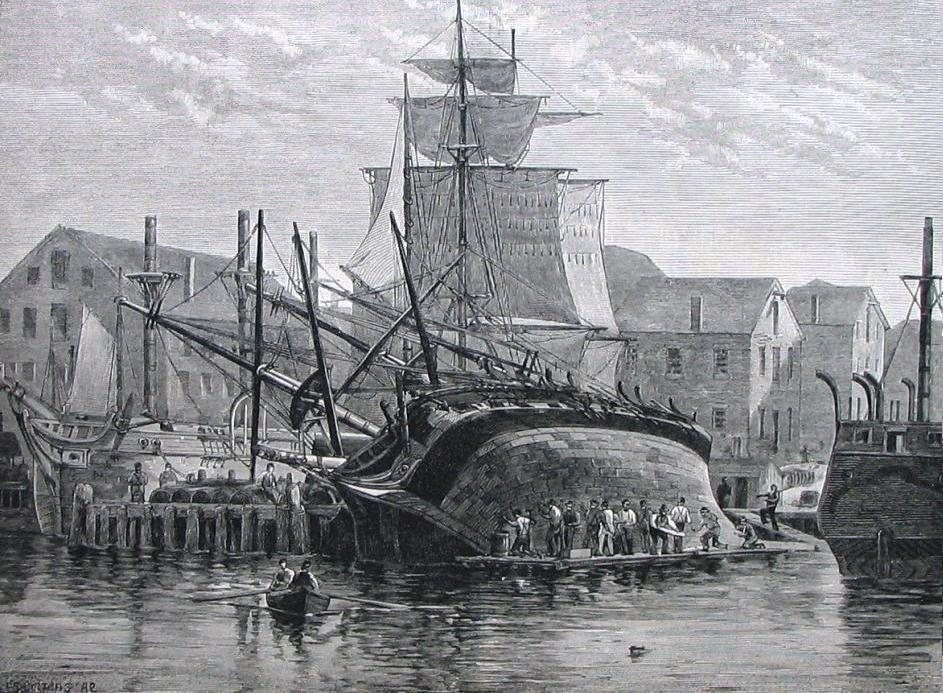
An Old Whaler Hove Down For Repairs, Near New Bedford, gravure sur bois publié dans le Harper's Weekly en décembre 1882.
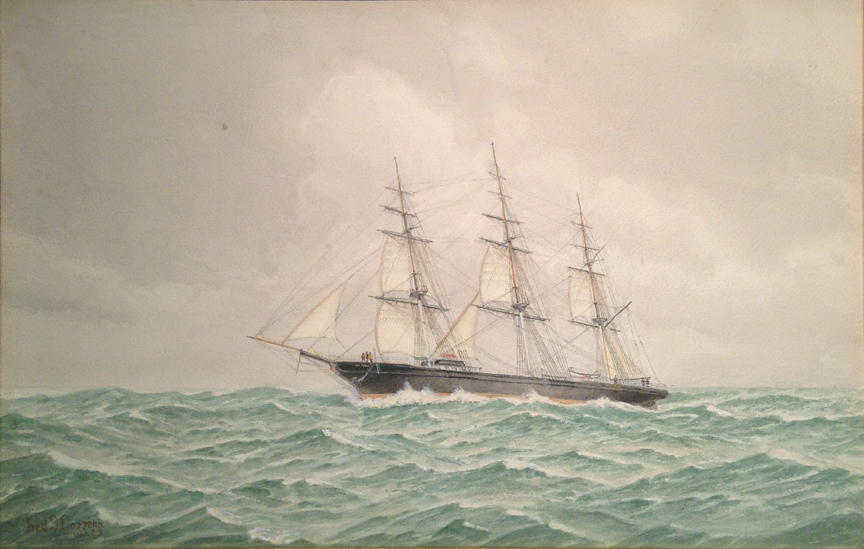
Red Jacket (en) Under Shortened Sail (sans date)